# Scopula prosthiostigma
Scopula prosthiostigma är en fjärilsart som beskrevs av Louis Beethoven Prout 1938. Scopula prosthiostigma ingår i släktet Scopula och familjen mätare. Inga underarter finns listade.